# Їжа в релігії
Різні релігійні конфесії і течії мають власні правила харчування, що включають обмеження на вживання тих чи інших харчових продуктів і напоїв.

## Християнство
У християнстві вживання жертов категорично забороняється, а порушення цієї заборони тягне за собою суворі канонічні покарання. Наприклад, правила Помісного Анкірського Собору (4-9) накладають на християн, які вживали в їжу ідоложертовне, покарання у формі відлучення від церковного спілкування строком від одного року до семи років, залежно від тяжкості їх провини і багатократності злочину.
Під час поста (т. зв. Тілесного посту), залежно від його ступеня суворості, забороняється вживання: м'яса і молочних продуктів, риби, яєць.

### Свідки Єгови
Вважається неприйнятним прийняття всередину їжу і медикаменти, що містять компоненти крові, також їсти удавленину — м'ясо задушених тварин, з яких не була спущена кров.

## Іслам
В Корані є явна заборона на свинину, кров, м'ясо тварин, які померли своєю смертю (мертвечину),
м'ясо тварин, які були забиті не з ім'ям Бога.
В ісламі халяльні птиці повинні бути покриті пір'ями і не повинні бути хижими (це випливає з заборони до вживання не водних хижаків). Забороняється вживати в їжу м'ясо, відрізане від живої тварини.
У шиїтів заборони такі ж, як і в юдаїзмі, за винятком того, що шиїтам дозволяється вживати в їжу креветки.  Будь-яка риба без луски шиїтам заборонена до вживання.
На думку Ісламської Ради Юриспруденції, продукти, отримані з ГМ — насіння, халяльні.
Вину присвячена антологія «Категорії порівнянь про зорі радості» багдадського халіфа й видатного арабського поета IX-X століть Ібн аль-Мутаззіма 

## Юдаїзм
В юдаїзмі придатність тієї або іншої їжі до прийому (кошерність) визначається системою ритуальних правил, що визначають відповідність чого-небудь вимогам Галахи, єврейського Закону. В основі законів кашрута лежать заповіді Тори, а також додаткові правила, встановлені єврейськими релігійними авторитетами. Заборонено вживання в їжу: верблюжого м'яса, слонину, практично всі морепродукти крім риби (наприклад, заборонено вживання молюсків, ракоподібних, так як вони живуть у воді, але не мають одночасно плавників і луски).
Закони юдаїзму забороняють вживати в їжу м'ясо, відрізане від живої тварини. Ця заборона стосується лише наземних тварин і птахів, а рибу (яку не потрібно забивати, дотримуючись обряду) в принципі можна їсти живою.
Мед є кошерною їжею, хоча бджоли такими не є (це яскравий приклад того, що продукт нечистої тварини визнається чистим і придатним до вживання; в Талмуді пояснення цьому таке: створюють мед квіти, а бджоли є лише сховищем для нього).
Відповідно до висновку Юдаїстського Ортодоксального Союзу, генетичні модифікації не впливають на кошерность продукту.

## Індуїзм
Абсолютна більшість індуїстів — м'ясоїдів утримуються від вживання в їжу яловичини і використовували і використовують корову як джерело білка лише у формі молока і молочних продуктів, а також як постачальника добрив і палива, у формі коров'ячого гною (корова завжди уособлювала в індійському суспільстві фігуру матері, і вона є священною твариною).
З поваги до інших живих істот, багато індуїстів дотримуються вегетаріанської дієти (загальна кількість лактовегетаріанців в Індії за різними підрахунками становить від 20% до 42% від числа всіх жителів). Вегетаріанство є одним з важливих аспектів індуїзму — воно розглядається як один із засобів досягнення саттвичного (чистого, милостивого) способу життя. Результати досліджень також показують, що більшість тих індійців, які не є вегетаріанцями, вживають невегетаріанську їжу вкрай рідко, і лише менше 30% роблять це регулярно. Проходження вегетаріанства також сильно залежить від соціального стану та від регіонів проживання. Наприклад, серед індійців, які проживають на морському узбережжі, відсоток вегетаріанців набагато менший з причини великої залежності від морських продуктів.
Найбільш ортодоксальні індуїсти також не вживають в їжу цибулю та часник, які розглядаються як продукти, що відносяться до нижчих якостей або гунам матеріальної природи — раджасу і тамасу.
У 17-му розділі «Бгаґавад-Ґіти» говориться, що їжу можна поділити на три категорії, залежно від гун природи:
|  | 17.8. Страви, які збільшують тривалість життя, силу, здоров'я, радість, задоволення, смачні, соковиті, поживні, приємні, - подобаються благості (людині саттви). |

|  | 17.9. Гіркі, кислі, солоні, перегріті, гострі, грубі, пекучі страви бажані невіглавству (людині раджаса), страждання, горе і недуги заподіюють. |

|  | 17.10. Зіпсована, несмачна, смердюча, вивітріла - навіть відходи і нечистоти - така їжа подобається кісному(людині тамаса). |

У сучасному Гаудія-вайшнавізму їжу класифікують наступним чином:
- До гуни благості належать молочні продукти, злаки, цукор, овочі, фрукти та горіхи. Така їжа приносить всім щастя, радість і любов. Більш того вона не є продуктами насильства і жорстокості.
- До гуни невігластва відносяться м'ясо, риба і яйця — це їжа, що відноситься до нижчих гун матеріальної природи, так само як і часник, цибуля та гриби. Крішна говорить в «Бхагавад-гіти» (17.9-10), що така їжа «викликає страждання, нещастя і хвороби» і що вона «несмачна, розкладена й погано пахне»).
- Продуктами гуни пристрасті є кава і чай.

## Буддизм
Споживання м'яса небажане, але не забороняється. Суворо заборонено їсти лише м'ясо такої тварини, яке було забито спеціально для вас. Цілком вегетаріанськими є деякі особливі течії, наприклад, дзен-буддистське чернецтво.
У деяких країнах, де буддизм є державною релігією, практикується так званий піст, який збігається з сезоном дощів і триває зазвичай близько 3-4 місяців.

## Див. Також
- Табу їжі
- Вегетаріанство та релігія
- Табу
- Тварини в релігійних уявленнях та міфах
- Нечисті тварини
- Пісна їжа
- Скоромна їжа
- Ставлення до вживання алкогольних напоїв в різних релігіях
- Піст
- Лікувальне голодування (альтернативна медицина)